# Ђироламо Ђенга
Ђироламо Ђенга (Girolamo Genga, око 1476 – 11. јул 1551) италијански сликар и архитекта касне ренесансе, маниризма.

## Живот и каријера
Ђенга је рођен у околини Урбина. Углавном према биографији Ђорђа Вазарија, Ђенга је стекао занат у Орвијету код Луке Сињорелија. Касније је био три године са Пјетром Перуђином, у друштву са Рафаелом. Следи рад у Фиренци и Сијени (где је украсио палату Петручи око 1508), заједно са Тимотеом Витијем а у другом граду сликао је различите композиције за Пандолфа Петручија, водећег локалног владара.
Вративши се у Урбино, био је у служби војводе Гвидобалда да Монтефелтро на декорацији његове палате, где је показао изузетну склоност ка театралном украшавању. Забележено је да је помагао у дизајну декорације за сахрану војводе 1508. године. Из Урбина, отишао је у Рим и у цркви Свете Катарине од Сијене осликао једно од својих ремек дела: Васкрснуће.
Франческо Марија I дела Ровере, војвода од Урбина, позвао је Ђенгу да изведе радове за његово венчање са Елеонором Гонзага 1522. године. Војводу је убрзо протерао папа Лав X, а Ђенга га је пратио до Мантове. Када је Дела Ровере повратио Пезаро, Ђенга реконструише бивши дворац у приградску вилу, познату као вила Империале. Просторије су изнутра осликаване борилачким подвизима Елеонориног супруга. Већину фресака урадио је Ђенга, који је био и архитекта нове зграде, у близини старе, западно у подножју брда. Ђенга је направио објекат који је узак по уздужној оси; све собе оријентисане су ка споља, а најбоље су чиниле готово целину са вртом. Двориште је додатно украшено мермерном фонтаном и древном статуом младости, вероватно Идолина коју је Ђенга, лично обновио и поставио. Преко пута лође је зид који служи као фасада гроту осветљеном са терасе изнад, у чијој позадини је рустична фонтана од сиге. Овај полу-рурални замак реновира од око 1530. па надаље. Његово утонуло двориште је директан преседан за чувеније двориште римске виле Ђулија. За фреско декорације ентеријера, Ђенга је регрутовао бројне велике сликаре маниристе, укључујући Франческа Мензоћија, Бронзина, Доса Досија, и Рафаелина дал Колеа. Војвода од Урбина, када је повратио доминацију, именовао је Ђенгу за личног архитекту и декоратера.
Међу његовим радовима у Урбину, биле су и сценографије за представе, на пример, Кастиљоне је описао раскошан декор (вероватно Ђенгин) за Бибиенину представу Ла Каландрија у Урбину, 6. фебруара 1513. Он је такође украсио Капелу Сан Мартино у катедрали.
Ђенга је био вајар као и музичар. Међу његовим ученицима био је и син Бартоломео (1518–1558), који је постао цењени архитекта. Очувано је неколико Ђенгиних слика. Један од његових водећих радова је у цркви Светог Агостина у Чезени: триптих у уљу који представља Васкрснуће, Бога оца у слави и Мадону са дететом. Од архитектонских радова истичу се црква Јована Крститеља у Пезару, бискупска палата у Сенигалији, фасада катедрале у Мантови који се високо рангирају у целокупном опусу XVI века.
Пред крај живота Ђенга се повукао у кућу у близини Урбина, настављајући да црта оловком.

## Галерија
- Мучеништво Светог Севастијана (Галерија Уфичи).
- "Заклетва Сермиде" Таваница Заветне сале(вила Империјале).
- Кула изнад улаза у стари део(вила Империјале).
- Нови део са утонулим двориштем(вила Империјале).
- Фреска "Бег Енеје из Троје" (Национална пинакотека, Сијена).
- Ослобађање заробљеника (Национална пинакотека, Сијена).
- Мадона са дететом и светцима.